# B.R.M.C.
B.R.M.C. - debiutancki album Black Rebel Motorcycle Club, wydany w 2001.

## Lista utworów
1. "Love Burns" – 4:05
2. "Red Eyes and Tears" – 4:00
3. "Whatever Happened to My Rock 'n' Roll (Punk Song)" – 4:38
4. "Awake" – 6:12
5. "White Palms" – 4:55
6. "As Sure as the Sun" – 5:52
7. "Rifles" – 6:59
8. "Too Real" – 4:55
9. "Spread Your Love" – 3:45
10. "Head Up High" – 5:35
11. "Salvation" – 6:06
12. "Screaming Gun" – 3:14 (utwór dodatkowy - wydanie japońskie)
13. "At My Door" – 4:45 (utwór dodatkowy - wydanie japońskie)
14. "Down Here" – 3:33 (utwór dodatkowy - wydanie japońskie)